# Wimbledon Championships 1889
Die 13. Wimbledon Championships fanden 1889 auf dem Gelände des All England Lawn Tennis and Croquet Club an der Worple Road statt. Bei den Herren traten im Einzel 24 Teilnehmer an, bei den Damen sechs.
Es war das letzte Jahr, in dem die Brüder Renshaw das Turnier der Herren dominierten.

## Herreneinzel
Im All-Comers Finale standen sich William Renshaw und der Ire Harry Sibthorpe Barlow gegenüber. Barlow führte bereits mit 2:1 Sätzen und hatte im vierten Satz vier Matchbälle, gab den Satz aber letztendlich mit 10:8 an Renshaw ab. Auch im entscheidenden fünften Satz führte Barlow bereits mit 5:0, bevor Renshaw nach einer Aufholjagd den Satz mit 8:6 für sich entscheiden konnte.
In der Challenge Round besiegte William Renshaw seinen Bruder Ernest in vier Sätzen und gewann seinen siebten und letzten Titel. Der Rekord von sieben Titeln bei Wimbledon konnte erst im Jahr 2000 durch Pete Sampras, sowie 2012 durch Roger Federer, wiederholt werden.

## Dameneinzel
Die Vorjahressiegerin Charlotte Dod trat nicht zur Titelverteidigung an. Im All-Comers-Finale standen sich Blanche Bingley und Lena Rice gegenüber. Nachdem Rice den ersten Satz gewonnen hatte, vergab sie beim Stand von 5:3 und 40:15 im zweiten Satz insgesamt drei Matchbälle. Bingley konnte das Match drehen und gewann ihren zweiten Titel.

## Herrendoppel
William und Ernest Renshaw holten sich ihren fünften Doppeltitel, wobei sie im Finale Ernest Lewis und George Hillyard mit 6:4, 6:4, 3:6, 0:6, 6:1 besiegten.